# Club Baloncesto Breogán 2021-2022
Questa voce raccoglie le informazioni riguardanti il Club Baloncesto Breogán nelle competizioni ufficiali della stagione 2021-2022.

## Stagione
La stagione 2021-2022 del Club Baloncesto Breogán è la 25ª nel massimo campionato spagnolo di pallacanestro, la Liga ACB.

## Roster
Aggiornato al 26 gennaio 2025.
| Rio Breogán 2021-22 | Rio Breogán 2021-22 |
| Giocatori           | Staff tecnico       |
| ------------------- | ------------------- |

| N. | Naz.                                        | Ruolo | Nome               | Anno | Alt.   | Peso   |  |
| -- | ------------------------------------------- | ----- | ------------------ | ---- | ------ | ------ |  |
| 1  | Spagna (bandiera)                           | G     | Álex Urtasun       | 1984 | 195 cm | 91 kg  |  |
| 2  | Canada (bandiera)                           | P     | Trae Bell-Haynes   | 1995 | 188 cm | 79 kg  |  |
| 3  | Lituania (bandiera)                         | AG    | Mindaugas Kačinas  | 1993 | 204 cm | 101 kg |  |
| 4  | Stati Uniti (bandiera) · Belgio (bandiera)  | G     | Tyler Kalinoski    | 1992 | 193 cm | 82 kg  |  |
| 11 | Uruguay (bandiera) · Italia (bandiera)      | P     | Agustín Ubal       | 2003 | 198 cm | 88 kg  |  |
| 12 | Serbia (bandiera)                           | C     | Nikola Janković    | 1994 | 206 cm | 111 kg |  |
| 13 | Bosnia ed Erzegovina (bandiera)             | AP    | Džanan Musa        | 1999 | 205 cm | 98 kg  |  |
| 17 | Serbia (bandiera)                           | AG    | Marko Luković      | 1992 | 206 cm | 91 kg  |  |
| 18 | RD del Congo (bandiera) · Spagna (bandiera) | C     | Jordan Sakho       | 1997 | 207 cm | 105 kg |  |
| 21 | Danimarca (bandiera)                        | C     | Kevin Larsen       | 1993 | 208 cm | 112 kg |  |
| 23 | Spagna (bandiera)                           | P     | Erik Quintela      | 1991 | 184 cm | 80 kg  |  |
| 24 | Slovenia (bandiera) · Austria (bandiera)    | C     | Rašid Mahalbašić   | 1990 | 210 cm | 101 kg |  |
| 33 | Spagna (bandiera)                           | AG    | Iván Cruz          | 1991 | 208 cm | 108 kg |  |
| 42 | Spagna (bandiera)                           | PG    | Sergi Quintela (C) | 1996 | 185 cm | 76 kg  |  |
| 43 | Stati Uniti (bandiera) · Italia (bandiera)  | AP    | Adam Sollazzo      | 1990 | 197 cm | 91 kg  |  |

| Allenatore |
| - Paco Olmos (fino al 10 gennaio) - Javier Muñoz (dal 12 gennaio fino al 20 gennaio) - Veljko Mršić (dal 20 gennaio)                                   |
| Assistente/i |
| - Oriol Comas Bru - Enrique Fernández - Javier Muñoz (fino al 12 gennaio e dal 20 gennaio) Legenda - (C) Capitano - (IN) Inattivo - Infortunato Roster |

## Mercato

### Sessione estiva
| Acquisti | Acquisti         | Acquisti            | Acquisti   | Acquisti |
| R.a      | Nome             | da                  | Modalità   |          |
| -------- | ---------------- | ------------------- | ---------- | -------- |
| P        | Trae Bell-Haynes | Niagara River Lions | svincolato |          |
| G        | Tyler Kalinoski  | Brescia             | svincolato |          |
| AP       | Džanan Musa      | Anadolu Efes        | svincolato |          |
| AG       | Marko Luković    | Spalato             | svincolato |          |
| C        | Rašid Mahalbašić | Monaco              | svincolato |          |
| C        | Jordan Sakho     | Manresa             | svincolato |          |

| Cessioni | Cessioni         | Cessioni        | Cessioni       | Cessioni |
| R.       | Nome             | a               | Modalità       |          |
| -------- | ---------------- | --------------- | -------------- | -------- |
| P        | Roope Ahonen     | Vilpas Vikings  | fine contratto |          |
| P        | Mateo Díaz       | Cáceres         | prestito       |          |
| G        | Morayo Soluade   | Coruña          | fine contratto |          |
| GA       | Salva Arco       |                 | ritirato       |          |
| C        | Seydou Aboubacar | Free agent      | fine contratto |          |
| C        | Israel Gutiérrez | Panteras de Ag. | fine contratto |          |

### Dopo l'inizio della stagione
| Acquisti | Acquisti        | Acquisti      | Acquisti         | Acquisti   |
| R.       | Nome            | da            | Data             | Modalità   |
| -------- | --------------- | ------------- | ---------------- | ---------- |
| G        | Álex Urtasun    | Free agent    | 15 dicembre 2021 | svincolato |
| C        | Nikola Janković | Mega Belgrado | 28 dicembre 2021 | svincolato |
| P        | Agustín Ubal    | Barcellona    | 3 marzo 2022     | prestito   |

| Cessioni | Cessioni      | Cessioni    | Cessioni         | Cessioni    |
| R.       | Nome          | a           | Data             | Modalità    |
| -------- | ------------- | ----------- | ---------------- | ----------- |
| C        | Kevin Larsen  | Estudiantes | 27 dicembre 2021 | rescissione |
| AP       | Adam Sollazzo | Treviglio   | 8 gennaio 2022   | rescissione |
| G        | Álex Urtasun  | Estudiantes | 15 febbraio 2022 | rescissione |